# Estação Europe
Europe é uma estação da linha 3 do Metrô de Paris, localizada no 8.º arrondissement de Paris.

## Localização
A estação está situada na rue de Rome na interseção com a rue de Madrid, ao nível da place de l'Europe.

## História
A estação foi aberta em 19 de outubro de 1904. Ela tem vista para a place de l'Europe, no coração do bairro de mesmo nome. Este último deve o seu nome à presença de muitas das ruas portando nomes de cidades europeias (Roma, Milão, Nápoles, São Petersburgo, Londres, etc).
Em 2011, 1 536 565 passageiros entraram nesta estação. Ela viu entrar 1 619 580 passageiros em 2013, o que a coloca na 273ª posição das estações de metro por sua frequência em 302.
Em 25 de abril de 2018, a presidente da região da Ilha de França Valérie Pécresse, anunciou que a estação de metrô portaria o nome de "Europe - Simone-Veil", do nome da ex-ministra da Saúde e primeira presidente do Parlamento Europeu, morta em 30 de junho de 2017. A inauguração ocorreu em 29 de maio de 2018; o nome de Simone Veil é apresentado em subtítulo nas novas placas, simultaneamente com a sua atribuição na place de l'Europe no mesmo dia em complemento de sua denominação original.

## Serviços aos Passageiros

### Acessos

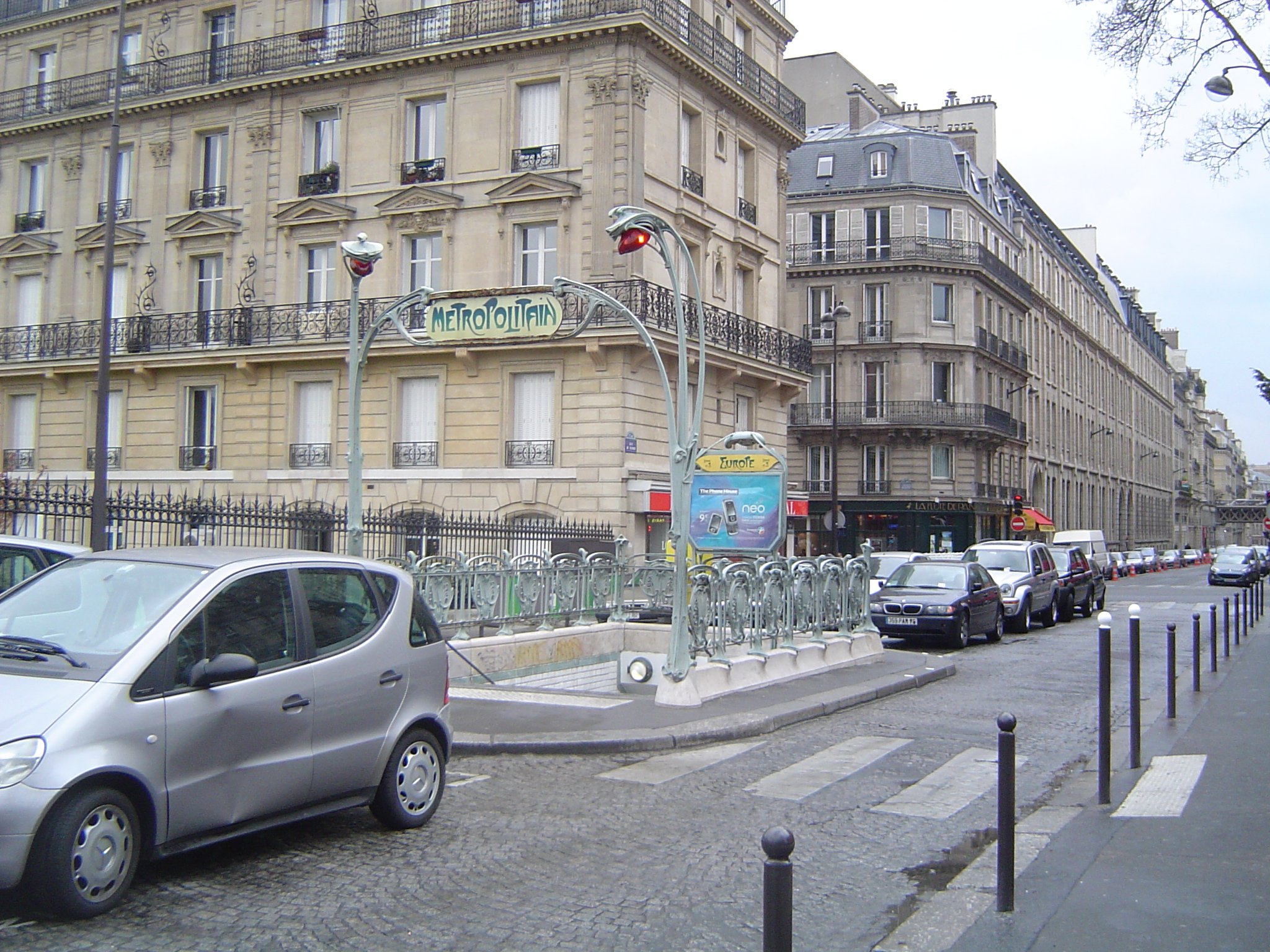
Entrada da estação

A estação possui um único acesso intitulado "Rue de Madrid", que leva ao n° 1 desta rua. Ele é equipado com uma edícula Guimard; este é objeto de uma inscrição ao título dos monumentos históricos desde 29 de maio de 1978.

### Plataformas
Europe é uma estação de configuração padrão: ela tem duas plataformas laterais, separadas pelas vias do metrô e a abóbada é elíptica. Se a decoração é clássica com pisos em azulejo branco recortado cobrindo as ombreiras, o arco e tímpanos, ele tem a particularidade de estar equipada com telas de cristal líquido desde as comemorações do centenário do metro, mostrando curtas metragens ou diaporamas. A iluminação é fornecida por duas bandas-tubos. Os quadros publicitários são metálicos e o nome da estação é inscrito na fonte Parisine em placas esmaltadas. As plataformas são equipados com bancos em ripas de madeira.

### Intermodalidade
A estação é servida pelas linhas 53, 66, 80 e 95 da rede da RATP ônibus e, à noite, pelas linhas N02, N15, N16, N51 e N52 da rede Noctilien.

## Pontos turísticos
- Prefeitura do 8.º arrondissement
- Conservatoire à rayonnement régional de Paris

## Galeria de fotografias

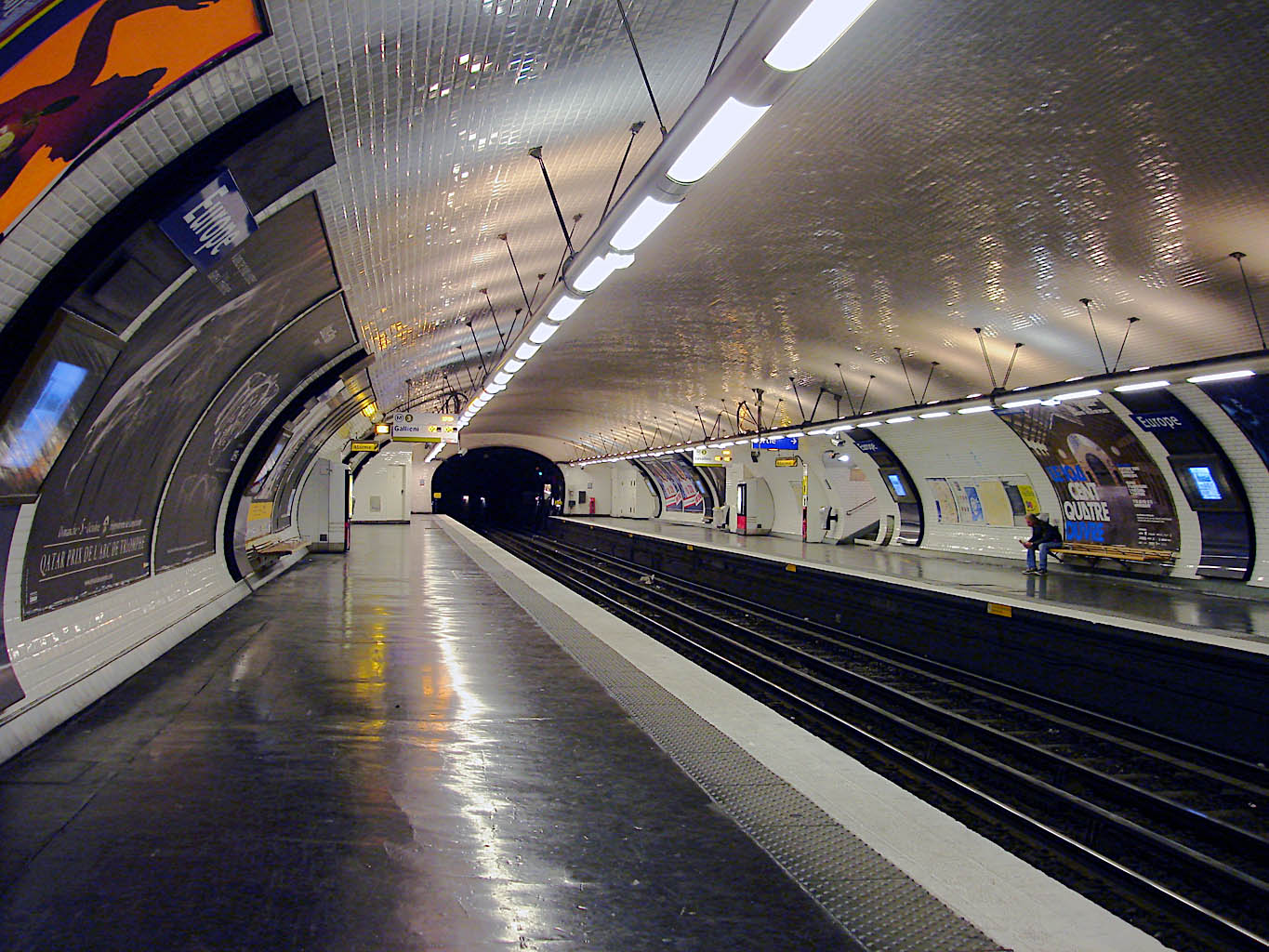
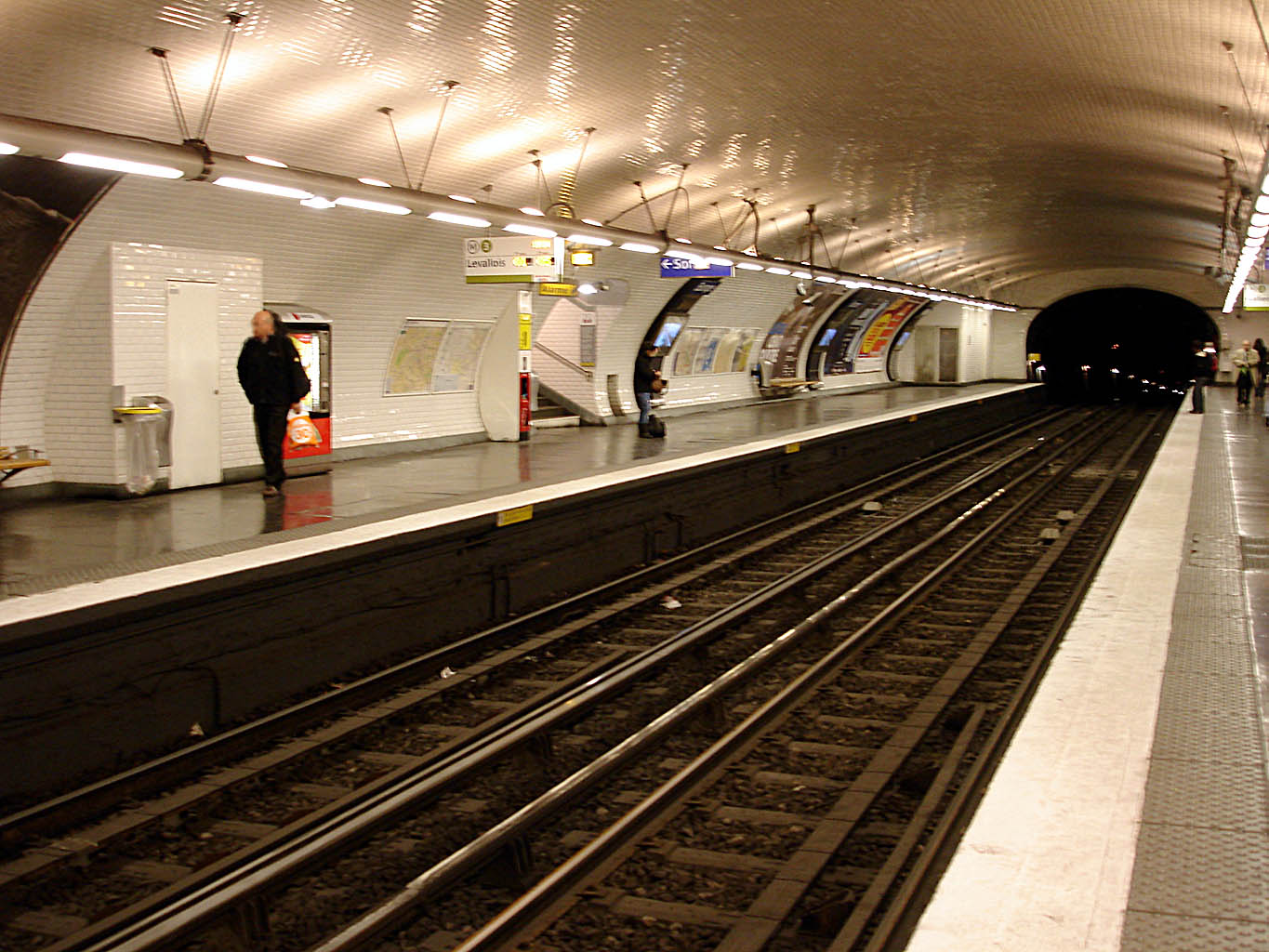
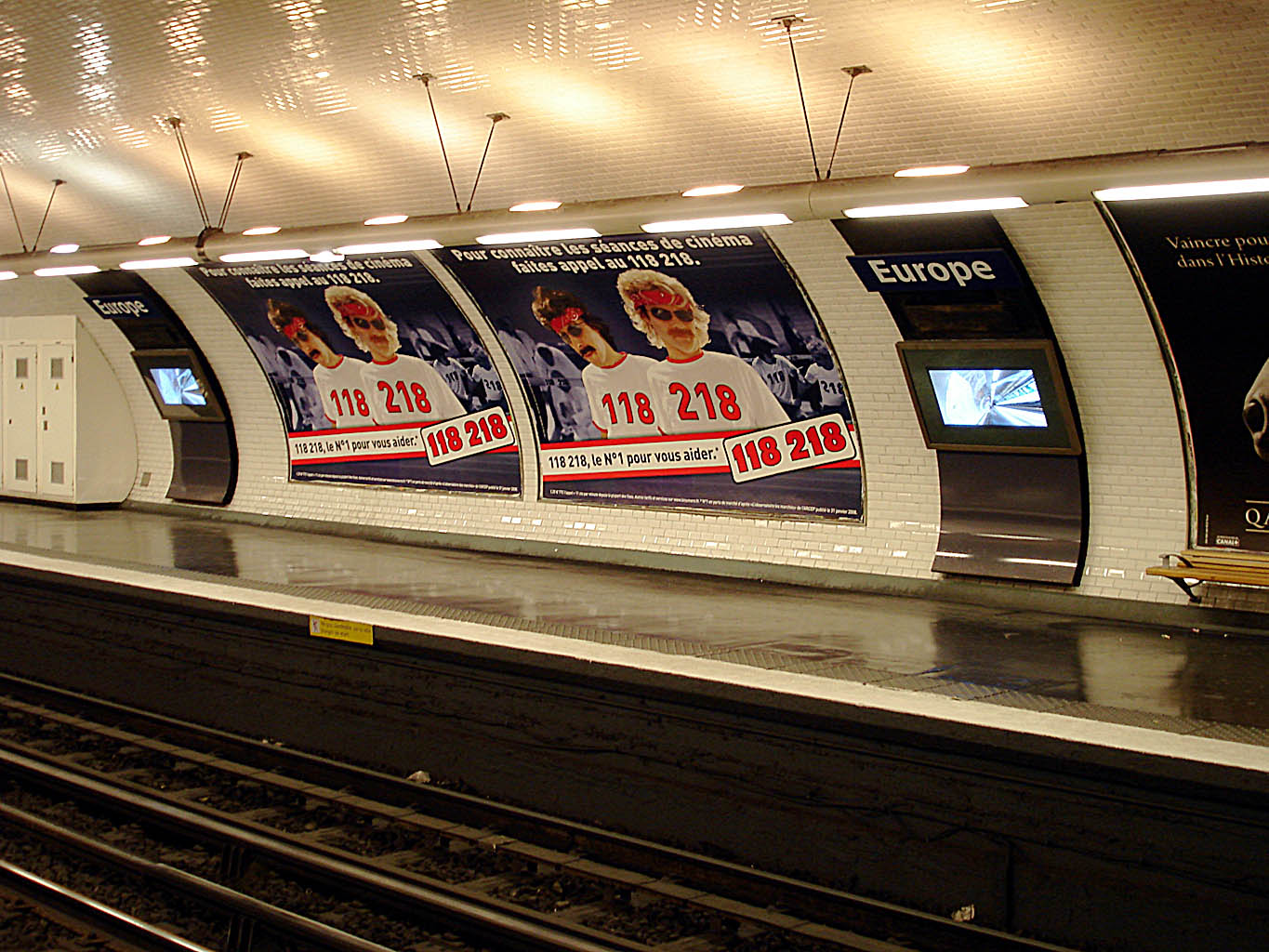
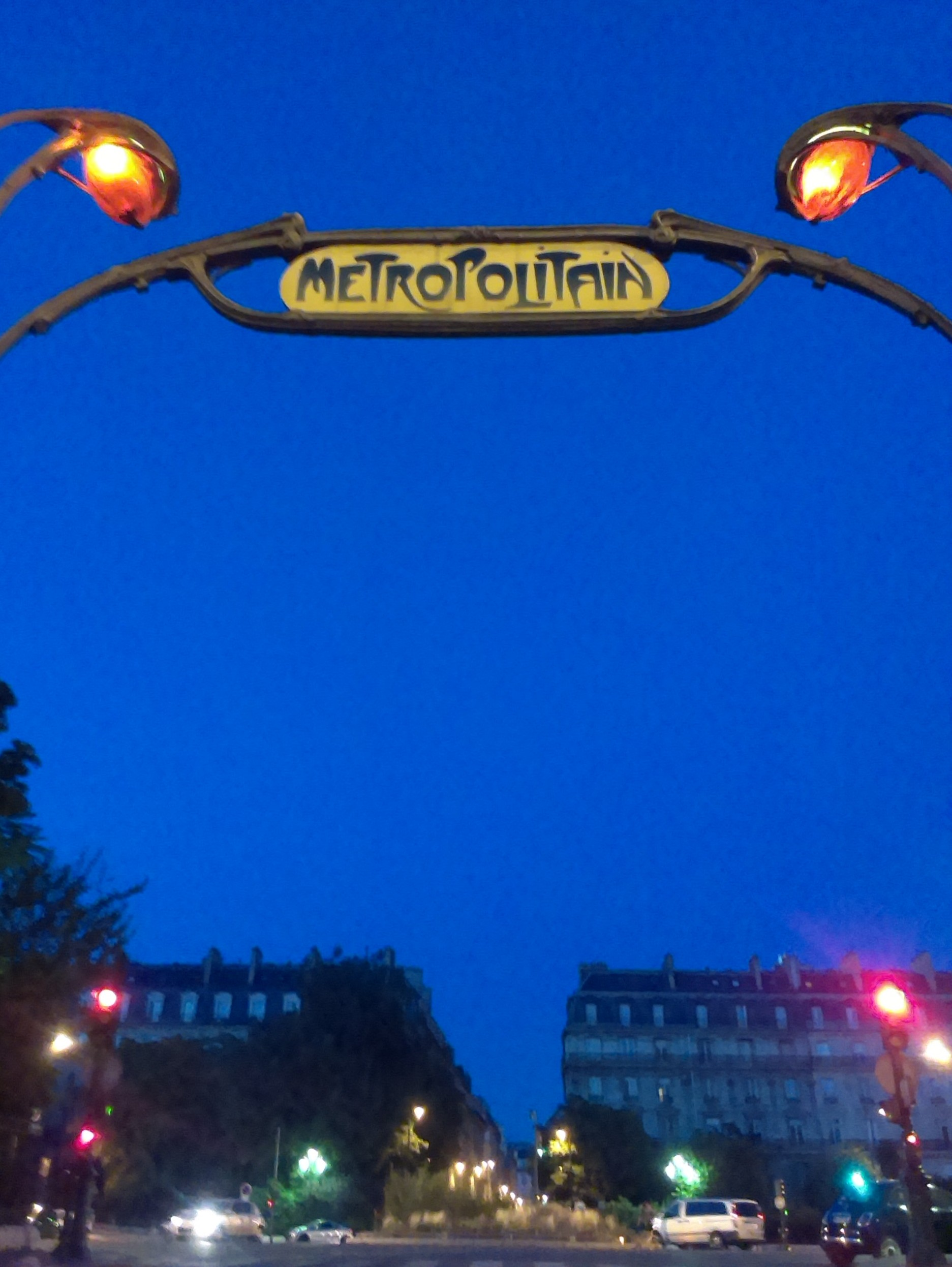